# Österreichische Eishockey-Liga 2011/12
Die Saison 2011/12 der Österreichischen Eishockeyliga begann im September 2011. Titelverteidiger war der EC Red Bull Salzburg. Im Playoff-Finale setzte sich der EHC Linz gegen den EC KAC durch und gewann zum zweiten Mal nach 2003 den österreichischen Meistertitel.

## Teilnehmende Mannschaften
Die zehn Mannschaften, die in den vergangenen drei Spielzeiten in der Liga gespielt hatten, traten erneut an. Im Mai 2011 wurde bekannt, dass der tschechische Club Orli Znojmo, der bis dato in der 1. Liga gespielt hatte, großes Interesse an einem Wechsel in die EBEL hegte. Dies basierte in erster Linie auf der Tatsache, dass der Verein das Budget für einen Aufstieg in die Extraliga nicht aufbringen konnte. Am 31. Mai wurde schließlich bekannt, dass der Club als elftes Team in die EBEL aufgenommen wurde. Die Mannschaft in der tschechischen 1. Liga sollte jedoch weiterhin bestehen bleiben. Die Tschechen unterzeichneten zunächst einen Dreijahresvertrag mit der EBEL und wollen in der ersten Saison mit rund einer Million Euro Budget starten und vor allem junge tschechische Spieler forcieren.
Voraussetzung für die Teilnahme der Tschechen an der EBEL war eine Regelung der Spieler-An- und Abmeldeformalitäten. Der tschechische Verband, der ÖEHV und der IIHF haben sich Mitte Juni darauf geeinigt, dass dies in Zukunft über eine Suborganisation des ÖEHV abgewickelt wird.
Anfang Juni wurde außerdem bekannt, dass der ungarische Club Dab.Docler langfristig eine Teilnahme an der EBEL anstrebt. Vorläufig hat der Club jedoch nur für eine Teilnahme an der Nationalliga genannt und möchte parallel dazu weiterhin an der MOL Liga teilnehmen.

### Teams der Saison 2011/12
(gereiht nach Vorjahrsplatzierung)
| Mannschaft                | Vorjahresplatzierung | Trainer                                            |
| EC Red Bull Salzburg      | Meister              | Pierre Pagé                                        |
| EC KAC                    | Vizemeister          | Emanuel Viveiros (bis 13. Februar) Christian Weber |
| Vienna Capitals           | Halbfinal-Out        | Tommy Samuelsson                                   |
| EC VSV                    | Halbfinal-Out        | Michael Stewart                                    |
| EHC Liwest Linz           | Viertelfinal-Out     | Rob Daum                                           |
| HDD Olimpija Ljubljana    | Viertelfinal-Out     | Hannu Järvenpää                                    |
| KHL Medveščak Zagreb      | Viertelfinal-Out     | Marty Raymond                                      |
| EC Graz 99ers             | Viertelfinal-Out     | Mario Richer                                       |
| Alba Volán Székesfehérvár | 9.                   | Kevin Primeau                                      |
| HK Jesenice               | 10.                  | Heikki Mälkiä                                      |
| Orli Znojmo               | Neu in der Liga      | Karel Soudek (bis 4. Oktober 2011) Martin Stloukal |

### Farmteams
Nachdem die Teilnahme der Farmteams an der Oberliga in der Saison zuvor recht erfolgreich verlaufen war, ließen vier der sechs österreichischen Clubs ihre Zweitmannschaften nunmehr in der zweithöchsten Spielklasse, der Nationalliga antreten. Lediglich der EC Red Bull Salzburg und der EC VSV entschieden sich dazu, ihre Farmteams nicht teilnehmen zu lassen. Letztere reagierten auf das Aus der Oberliga-Saison mit einer Nennung ihres Teams für die Tiroler Eliteliga.

## Modus und Reglement
Bedingt durch nunmehr ungerade Anzahl an Mannschaften wurde der Austragungsmodus überarbeitet. Gespielt wird nunmehr im Grunddurchgang eine doppelte Hin- und Rückrunde, wobei jede Mannschaft an 44 Spieltagen 40 Spiele absolviert und an vier Spieltagen pausiert. Danach wird das Teilnehmerfeld geteilt: in der oberen Gruppe ermitteln die Mannschaften auf den Rängen eins bis sechs die endgültige Platzierung für die Playoffs, in der unteren Gruppe spielen die verbleibenden fünf Teams um die beiden übrigen Playoff-Plätze. In beiden Gruppen werden basierend auf den Platzierungen des ersten Durchgangs Bonuspunkte vergeben. Anschließend folgen die Playoffs mit Viertelfinale, Halbfinale und Finale.
Der Modus mit zusätzlicher Zwischenrunde wurde bereits in der Saison 2007/08 angewandt, fand dort jedoch wenig Zustimmung bei den Fans, da die Zwischenrunde für die obere Gruppe vergleichsweise bedeutungslos ist.
Auch die Beginnzeiten der Spiele wurden verschoben. Mit TV-Partner ServusTV wurde ausverhandelt, dass die Sonntags-Partien nunmehr um 17:30 Uhr statt um 18:00 beginnen, um mehr Zeit für das anschließende Magazin zu haben, das jedoch nur wenig später gekippt wurde. Stattdessen findet die Berichterstattung nun am Montagabend im Rahmen des "Talk im Hangar 7" statt; die geänderte Beginnzeit blieb bestehen. In den Playoffs werden die Partien unter der Woche jedoch statt um 19:15 Uhr um 20:30 gestartet, was jedoch dazu führt, dass die Spiele sehr spät enden.

## Transfers
- EC Red Bull Salzburg

Mit Thomas Koch kehrte einer der Schlüsselspieler dem Verein den Rücken und kehrte in seine Heimatstadt Klagenfurt zum EC KAC zurück. Ebenso verließ mit Marco Pewal (EC VSV) ein Spieler den Club, der seit dem Einstieg der Salzburger in die EBEL in Salzburg aktiv gewesen war. Praktisch im Austausch für letzteren kam mit Andreas Kristler ein talentierter junger Spieler aus Villach zu den Red Bulls.
- Vienna Capitals

Die Vienna Capitals ersetzten nach vier Jahren der Zusammenarbeit Trainer Kevin Gaudet gegen den Schweden Tommy Samuelsson, der als Spieler bereits beim früheren Wiener Club CE Wien aktiv gewesen war und in der Saison 2004/05 bereits den EBEL-Club HC Innsbruck trainiert hatte. Da David Rodmans Vertrag nicht verlängert wurde, würden er und sein Bruder Marcel erstmals seit mehreren Jahren nicht beim selben Club unter Vertrag stehen. Nachwuchsspieler Martin Ulmer wechselte in die National League B zum HC Lausanne. Neu zur Mannschaft kamen drei Spieler aus der DEL: Torhüter Sebastian Stefaniszin (Nürnberg Ice Tigers), Pat Kavanagh (Iserlohn Roosters) und Jon Insana (Iserlohn Roosters) verstärken das Team. Zudem wurde Jonathan Ferland vom VSV unter Vertrag genommen. Außerdem wurde Reinhard Divis in seine Heimatstadt zurückgeholt.
- EC VSV

Mit Ende der Saison wurde der Vertrag mit Trainer Michael Stewart verlängert, der den Posten des Trainers in der vorangegangenen Saison von Johan Strömwall übernommen hatte. Die beiden Nachwuchsspieler Andreas Kristler und Michael Raffl verließen den Club in Richtung Salzburg bzw. Schweden (Leksands IF). Als Ersatz wurde der Villacher Marco Pewal aus Salzburg verpflichtet. Außerdem wurde Pierre-Luc Sleigher von den Bietigheim Steelers aus der 2. Eishockey-Bundesliga unter Vertrag genommen. Stürmer Kyle Wanvig wurde vom slowakischen Club HK Poprad verpflichtet, Verteidiger Craig Weller wechselte vom britischen Club Cardiff Devils an die Drau. Mit Marco Wieser wurde außerdem ein junger einheimischer Goalie zurückgeholt, der zuvor zwei Jahre in der nordamerikanischen NAHL gespielt hatte. Mit Lynn Loyns wurde ein weiterer Stürmer verpflichtet, der in der Vorsaison beim HC Pustertal in der italienischen Serie A1 aktiv war.
- EC KAC

Der EC KAC hatte bereits während der laufenden letzten Saison die Verträge mit einigen der jungen Spieler verlängert. So wurden unter anderem Stefan und Manuel Geier, Thomas Hundertpfund, Markus Pirmann, Raphael Herburger, Stefan Schumnig und Johannes Kirisits mit langfristigen Verträgen ausgestattet. Außerdem wurde der Klagenfurter Thomas Koch zurückgeholt. Der Kanadier Jeff Shantz beendete seine aktive Karriere ebenso wie Verteidiger Sean Brown. Wie im Vorjahr Tyler Scofield wurde mit John Lammers erneut ein Stürmer vom HC Plzeň nach Klagenfurt geholt.
- EHC Linz

Beim EHC Linz fand nach dem hinter den Erwartungen zurückgebliebenen Abschneiden in der Vorsaison eine umfangreiche Umgestaltung des Kaders statt. Mit Brad Purdie, Rob Shearer, Reid Cashman, Rich Bronilla und Jason Ward verließ eine große Anzahl an Leistungsträgern den Club, um durch neue Spieler ersetzt zu werden. Ebenso wurde Trainer Kim Collins nach zwei Spielzeiten entlassen und durch Rob Daum ersetzt. Dem standen einige Neuverpflichtungen gegenüber: mit Mike Ouellette wurde nach der Vorsaison erneut der Topscorer der Graz 99ers verpflichtet, dazu kam mit Rob Hisey ein weiterer ehemaliger Spieler der 99ers. Mit Adrian Veideman (Iserlohn Roosters, DEL) und Justin Kurtz (REV Bremerhaven, 2. Bundesliga) folgten zwei erfahrene Legionäre. Zusätzlich wurde die Mannschaft mit einigen jungen Spielern verstärkt: Patrick Spannring und Marcel Wolf kamen vom Nationalligist EC Dornbirn, und Michael und Brian Lebler, Söhne des ehemaligen KAC- und VSV-Stars Ed Lebler, beide mit österreichischem Pass, wurden aus Übersee geholt. Mit Curtis Murphy von den SCL Tigers wurde außerdem ein erfahrener Spieler für die Verteidigung verpflichtet.
- HDD Olimpija Ljubljana

Bei den Laibachern gab es zunächst nur Abgänge zu vermelden: Torwart Jan Chábera und Verteidiger Jeff Tory, die beide erst während der letzten Saison verpflichtet wurden, wurden entlassen. Nachwuchsspieler Žiga Pavlin wechselte nach Schweden zum Zweitligisten IF Troja-Ljungby. Neu hinzu kamen mit Scott Hotham (Lillehammer IK) und Jamie Fraser (Houston Aeros) zwei Verteidiger. Ken Ograjenšek wurde aus dem Farmteam in die erste Mannschaft geholt, und mit Jean-Philippe Lamoureux von den Abbotsford Heat wurde ein neuer Torwart verpflichtet. Verteidiger Brad Cole kam vom ECHL-Club Greenville Road Warriors in die slowenische Hauptstadt.
- KHL Medveščak Zagreb

In Zagreb wurden die Verträge mit den meisten Leistungsträgern der Vorsaison verlängert. Backup-Torhüter Gašper Krošelj wechselte zum HK Jesenice und wurde durch Michael Ouzas von den Las Vegas Wranglers ersetzt. Mit Dario Kostović (HC Lugano), Tomislav Zanoški (Wölfe Freiburg), Gal Koren (Kelowna Rockets) und Dino Gombar (U-20 des EHC Basel)  wurden erneut mehrere ausländische Spieler mit kroatischen Wurzeln verpflichtet. Außerdem kamen Geoff Waugh (Victoria Salmon Kings) und David Brine (San Antonio Rampage) nach Zagreb. Weitere Verpflichtungen waren Andy Delmore (Lørenskog IK), Sasha Pokulok (DEG Metro Stars) und Adam Naglich (Bakersfield Condors).
- EC Graz 99ers

Bei den Graz 99ers beendete Bill Gilligan nach dreijähriger Trainertätigkeit aufgrund ausbleibenden Erfolges sein Engagement. Nach dem Abgang von Mike Ouellette (Linz) wurden mehrere neue Spieler verpflichtet: Dustin Van Ballegooie und der ehemalige Jesenice-Stürmer Brett Lysak wechselten beide vom dänischen Club SønderjyskE Ishockey an die Mur, Rodi Short wurde vom Nationalliga-Meister VEU Feldkirch geholt, und Toni Dahlman von den Augsburger Panthern aus der DEL. Mit Artiom Konovalov wurde ein junger Nachwuchstorwart des EC Red Bull Salzburg unter Vertrag genommen. Die Riege der Transferkartenspieler wurde mit Sébastien Bisaillon (Hamilton Bulldogs, AHL), Olivier Latendresse (SC Bietigheim-Bissingen, 2. Bundesliga), Guillaume Lefebvre (Bakersfield Condors, ECHL) ergänzt. Der Tscheche Zdeněk Blatný (zuvor HC Dukla Trenčín) kam zu einem Tryout nach Graz und wurde später fest verpflichtet.
- Alba Volán Székesfehérvár

Mit Torhüter Zoltán Hetényi, Dávid Jobb, Dániel Fekete, Roger Holéczy, Artyom Vaszjunyin verließ eine Anzahl von Leistungsträgern den Verein. Neu hinzu kamen Derek Ryan (University of Alberta), Ladislav Sikorcin (HSC Csíkszereda), Bálint Magosi (Dunaújvárosi Acélbikák) und Balázs Láda (Miskolci Jegesmedvék JSE). Stürmer Árpád Mihály stand in Verhandlung mit mehreren Clubs der KHL, verblieb aber letztlich beim Club.  Aus der italienischen Liga wurden Adam Munro (SG Cortina) und Christian Borgatello (HC Bozen) nach Ungarn geholt. Mit Harlan Pratt kam ein EBEL-erfahrener Verteidiger zu den Ungarn, der zuvor bereits für die Vienna Capitals und Ljubljana gespielt hatte.
- HK Jesenice

Beim HK Jesenice schien es zunächst, als würde es dem Verein gelingen, die Toplinie aus den drei Nachwuchsspielern Rok Tičar, Robert Sabolič und Žiga Jeglič zu halten. Im Lauf des Frühjahrs wurde jedoch nach und nach bekannt, dass alle drei dem Club den Rücken kehrten. Tičar wechselte zum DEL-Club Krefeld Pinguine, und Jeglič und Sabolič unterzeichneten einen Vertrag bei Södertälje SK in der schwedischen HockeyAllsvenskan. Torhüter Michal Fikrt konnte jedoch gehalten werden. Um die Abgänge zu kompensieren, wurden mehrere Legionäre zu einem Tryout eingeladen: die Zwillingsbrüder Justin und Tyler Donati (beide Elmira Jackals) und Dylan Hunter von den Milwaukee Admirals, Shay Stephenson (Vålerenga Oslo) und Logan Stephenson (Adirondack Phantoms) verließen den Club jedoch noch vor Saisonbeginn, da man sich nicht über Vertragsinhalte hatte einigen können. Lediglich James Sixsmith (Kölner Haie), Thomas Ward-Cardinal (St. Albert Steel), Wacey Rabbit (KHL Medveščak Zagreb) und Antti Pusa (Villard-de-Lans) konnten gehalten werden. Mit Andrej Tavželj kehrte ein Stammspieler des slowenischen Nationalteams nach zwei Jahren in der italienischen Serie A1 nach Slowenien zurück, der zuvor mehrere Jahre lang für den Lokalrivalen aus Ljubljana aufgelaufen war. Dazu kam mit Jaka Ankerst ein junger slowenischer Stürmer nach Jesenice, der in der Vorsaison für die Diables Rouges de Briançon gespielt hatte.
- Orli Znojmo

Der HK Orli Znojmo verpflichtete mit Petr Kanko (HC Slovan Ústečtí Lvi), Lubomír Vosátko (HC Vítkovice Steel) und Jan Šeda (HC Pardubice) einige tschechische Spieler. Torhüter Jakub Čech wechselte vom HC Tábor zum Liganeuling, verließ den Verein jedoch wenig später wieder. Mit Lukáš Sáblík (HC Energie Karlovy Vary) konnte jedoch adäquater Ersatz gefunden werden. Der Slowake Peter Pucher kam vom HKM Zvolen zum Liganeuling.

## Saisonvorbereitung
Wie in den vergangenen Spielzeiten bestritten die EBEL-Clubs auch 2011 wieder mehrere Turniere zur Vorbereitung auf die neue Saison. Das wichtigste dieser Turniere stellte die zweite Austragung der European Trophy dar, an der diesmal neben dem EC Red Bull Salzburg auch die Vienna Capitals teilnahmen.

### Übersicht über alle Vorbereitungs-Turniere
Anmerkung: Mannschaften aus der EBEL sind fett dargestellt
| Turnier                                   | Zeitraum            | Teilnehmende Mannschaften | Endstand |
| Memoriál Pavla Zábojníka Zvolen           | 11. bis 13. August  | HDD Olimpija Ljubljana HKm Zvolen (Extraliga, SVK) MsHK Žilina (Slovnaft extraliga) KLH Chomutov (1. Liga, CZE)                             | 1. KLH Chomutov (9 Punkte, 3 Siege) 2. HDD Olimpija Ljubljana (6 Punkte, 2 Siege) 3. HKm Zvolen (3 Punkte, 1 Sieg) 4. MsHK Žilina (0 Punkte, 0 Siege) |
| Rudi-Hiti-Sommercup Bled                  | 18. bis 21. August  | HDD Olimpija Ljubljana HK Jesenice EC VSV NCAA-Auswahl                                                                                      | 1. HK Jesenice (5 Punkte) 2. EC VSV (4 Punkte) 3. HDD Olimpija Ljubljana (3 Punkte) 4. NCAA-Auswahl (2 Punkte)                                        |
| Tatranský pohár (Tatra Cup) Poprad        | 18. bis 22. August  | Graz 99ers Kölner Haie (DEL) HK Poprad (Slovnaft Extraliga) HC Lev Poprad (KHL) HC Vítkovice Steel (Extraliga, CZE) Polnisches Nationalteam | 1. Kölner Haie 2. HC Vítkovice Steel 3. HC Lev Poprad 4. Polnisches Nationalteam 5. EC Graz 99ers 6. HK Poprad                                        |
| Dolomiten-Cup Bruneck/Neumarkt            | 19. bis 21. August  | EC KAC HC Pustertal (Serie A1) EHC München (DEL) Team Italien                                                                               | 1. EHC München 2. EC KAC 3. HC Pustertal 4. Team Italien                                                                                              |
| Kolin Cup Zug, Schweiz                    | 25. bis 28. August  | KHL Medveščak Zagreb EV Zug (NLA) Kloten Flyers (NLA) Torpedo Nischni Nowgorod (KHL)                                                        | 1. Kloten Flyers (9 Punkte) 2. Torpedo Nischni Nowgorod (6 Punkte) 3. EV Zug (3 Punkte) 4. KHL Medveščak Zagreb (0 Punkte)                            |
| Ferdo Spajić Memorial Zagreb              | 2. bis 4. September | KHL Medveščak Zagreb EV Zug (NLA) EHC München (DEL) HC Vítkovice Steel (Extraliga, CZE)                                                     | 1. HC Vítkovice Steel (3 Siege, 8 Punkte) 2. EV Zug (2 Siege, 6 Punkte) 3. EHC München (1 Sieg, 3 Punkte) 3. KHL Medveščak Zagreb (0 Siege, 1 Punkt)  |
| Gábor-Ocskay-Gedenkturnier Székesfehérvár | 3. bis 4. September | Alba Volán Székesfehérvár Asiago Hockey (Serie A1) Dunaújvárosi Acélbikák (Nationalliga) SC Miercurea Ciuc (MOL Liga)                       | 1. Alba Volán Székesfehérvár (2 Siege) 2. Asiago Hockey (1 Sieg) 3. Dunaújvárosi Acélbikák (1 Sieg) 4. SC Miercurea Ciuc (0 Siege)                    |

## Grunddurchgang

### Vorrunde

#### Erste Hinrunde
| Rang | Team                   | Spiele | S | N | SNV | NNV | SNP | NNP | Tore  | TVH | Punkte |
| ---- | ---------------------- | ------ | - | - | --- | --- | --- | --- | ----- | --- | ------ |
| 1    | EC KAC                 | 10     | 9 | 1 | 0   | 1   | 0   | 0   | 46:16 | +30 | 19     |
| 2    | EHC Linz               | 10     | 9 | 1 | 1   | 0   | 2   | 0   | 47:34 | +13 | 18     |
| 3    | HDD Olimpija Ljubljana | 10     | 7 | 3 | 1   | 0   | 1   | 1   | 27:21 | +6  | 15     |
| 4    | Alba Volán             | 11     | 6 | 5 | 1   | 0   | 0   | 2   | 37:34 | +3  | 14     |
| 5    | EC Graz 99ers          | 10     | 5 | 5 | 0   | 0   | 0   | 0   | 31:31 | 0   | 10     |
| 6    | EC Red Bull Salzburg   | 9      | 5 | 4 | 0   | 0   | 1   | 0   | 33:34 | −1  | 10     |
| 7    | EV Vienna Capitals     | 10     | 4 | 6 | 0   | 0   | 3   | 2   | 36:41 | −5  | 10     |
| 8    | HC Orli Znojmo         | 10     | 4 | 6 | 0   | 0   | 0   | 2   | 33:38 | −5  | 10     |
| 9    | KHL Medveščak Zagreb   | 10     | 3 | 7 | 0   | 2   | 2   | 0   | 25:38 | −13 | 8      |
| 10   | HK Jesenice            | 10     | 1 | 9 | 0   | 0   | 0   | 2   | 25:37 | −12 | 4      |
| 11   | EC VSV                 | 10     | 2 | 8 | 0   | 0   | 0   | 0   | 20:36 | −16 | 4      |

Der Grunddurchgang der Saison 2011/12 begann am 9. September 2011 mit der Neuauflage des letztjährigen Finales, EC KAC gegen EC Red Bull Salzburg, das die Klagenfurter souverän mit 6:2 für sich entscheiden konnten.
Bereits in dieser frühen Saisonphase zeichneten sich einige unerwartete Entwicklungen ab. So zeigten die Laibacher, gestützt auf den herausragenden Jean-Philippe Lamoureux im Tor, gute Leistungen und konnten sich rasch in den vorderen Tabellenregionen etablieren. Ähnlich erging es SAPA Fehérvár AV19, die im Vergleich mit den Vorsaisonen sehr kompakt agierten und auch enge Spiele gewinnen konnten. Der EHC Linz überzeugte insbesondere in der Offensive, die über weite Strecken die anfangs schwachen Leistungen von Alex Westlund im Tor kompensieren konnte.
Salzburg etablierte sich im Mittelfeld und konnte noch nicht an die Leistungen der letztjährigen Playoffs anknüpfen. In dieser Tabellenregion lieferten sich die Graz 99ers, die vor allem Konstanz vermissen ließen, mit den Capitals und Neuzugang Orli Znojmo einen Kampf um den Verbleib in den Top sechs. Die Tschechen hatten zu Beginn vor allem in der Defensive große Probleme und kassierten im Schnitt mehr als vier Tore pro Spiel, was letztlich auch zur Entlassung von Trainer Karel Soudek führte. Unter der Führung von Martin Stloukal stabilisierten sich die Leistungen der jungen Mannschaft jedoch rasch.
Zwei im Vorfeld besser gehandelte Mannschaften enttäuschten in der ersten Saisonphase. Die Vienna Capitals konnten ihr Offensivpotential nur selten abrufen, was zum Teil auch an dem neuen und deutlich defensiver orientierten System des schwedischen Cheftrainers Tommy Samuelsson lag. Gleichzeitig erhielten die Wiener regelmäßig viele vermeidbare Gegentreffer, was auch den neuen Torhüter Reinhard Divis einige Kritik einbrachte. Die Capitals reagierten darauf mit der Entlassung von Pat Kavanagh und verpflichteten stattdessen den Stürmer Nathan Robinson.
Noch schlechter erging es dem EC VSV, der bis zum Ende der ersten Hinrunde sogar bis auf den letzten Tabellenplatz abrutschte. Die Villacher haderten mit einer miserablen Chancenauswertung und gaben regelmäßig Spiele in der Schlussphase verloren. Vor allem die neu hinzugekommenen Stürmer-Legionäre Pierre-Luc Sleigher, Kyle Wanvig und Lynn Loyns wurden kritisiert. Letzterer wurde nach neun Spielen entlassen. Auch Cheftrainer Mike Stewart musste einige Kritik hinnehmen, da seine Mannschaft insbesondere im Spiel nach vorne jede Kreativität vermissen ließ.
Bereits in dieser ersten Phase der Liga gab es eine überdurchschnittlich hohe Anzahl an Sperren; so wurden Johannes Kirisits vom KAC, Erik Reitz von den Salzburgern, Kyle Wanvig vom VSV, Rodi Short von den 99ers und Justin Kurtz von den Linzern jeweils aufgrund diverser Vergehen für mehrere Spiele gesperrt.
Hohe Wellen schlug auch das Spiel Zagrebs gegen den KAC vom 9. Oktober. Knapp vor dem Spiel hatte sich der zweite Torwart Michael Ouzas verletzt, was die Kroaten in eine prekäre Situation brachte, da auch die nominelle Nummer eins, Robert Kristan, seit Saisonbeginn ausgefallen war. Zagreb reagierte darauf, indem der kroatische Jugendspieler Mate Krešimir Tomljenović, der in der slowakischen U20-Liga für den HKm Zvolen auflief, ausgeliehen und per Charterflug eingeflogen wurde. Dabei hatten die Kroaten den Transfer zwar der IIHF und dem kroatischen Verband gemeldet, dem ÖEHV jedoch nur eine nicht unterfertigte Transferkarte gefaxt, womit der Spieler nicht einsatzberechtigt war. Nach mehreren Tagen wurde am 13. Oktober schließlich entschieden, das Spiel, das die Kroaten mit 5:4 gewonnen hatten, mit 0:5 zugunsten des EC KAC zu werten.

#### Erste Rückrunde
| Rang | Team                   | Spiele | S  | N  | SNV | NNV | SNP | NNP | Tore  | TVH | Punkte |
| ---- | ---------------------- | ------ | -- | -- | --- | --- | --- | --- | ----- | --- | ------ |
| 1    | EHC Linz               | 20     | 16 | 4  | 1   | 1   | 3   | 0   | 77:58 | +19 | 33     |
| 2    | EC KAC                 | 19     | 13 | 6  | 0   | 1   | 0   | 0   | 69:51 | +18 | 27     |
| 3    | EC Red Bull Salzburg   | 20     | 12 | 8  | 0   | 2   | 2   | 0   | 70:67 | +3  | 26     |
| 4    | KHL Medveščak Zagreb   | 20     | 11 | 9  | 0   | 2   | 2   | 0   | 66:53 | +13 | 24     |
| 5    | HDD Olimpija Ljubljana | 20     | 11 | 9  | 2   | 0   | 1   | 2   | 53:46 | +7  | 24     |
| 6    | Alba Volán             | 20     | 10 | 10 | 2   | 0   | 0   | 3   | 64:61 | +3  | 23     |
| 7    | EV Vienna Capitals     | 20     | 8  | 12 | 0   | 0   | 3   | 3   | 69:73 | −4  | 19     |
| 8    | HC Orli Znojmo         | 19     | 7  | 12 | 1   | 1   | 1   | 2   | 50:68 | −18 | 17     |
| 9    | EC VSV                 | 20     | 8  | 12 | 1   | 0   | 0   | 0   | 52:61 | −9  | 16     |
| 10   | EC Graz 99ers          | 20     | 8  | 12 | 1   | 0   | 1   | 0   | 58:70 | −12 | 16     |
| 11   | HK Jesenice            | 20     | 5  | 15 | 0   | 1   | 1   | 4   | 47:67 | −20 | 15     |

Die zweite Hälfte des ersten Durchgangs wurde vom ersten Nationalteambreak unterbrochen und brachte einen Wechsel an der Tabellenspitze mit sich. Der EHC Linz überholte dank souveräner Leistungen den EC KAC und hatte zwischenzeitlich einen Vorsprung von acht Punkten auf den ersten Verfolger. Der EC KAC durchlief eine Schwächephase und rutschte für kurze Zeit auf den dritten Platz zurück. Als Team der Stunde entpuppte sich KHL Medveščak Zagreb; die Kroaten konnten bis zur Halbzeit sieben Siege in Folge erspielen und sich in der Tabelle deutlich verbessern. Mitverantwortlich hierfür war auch die Rückkehr von Robert Kristan ins Tor, der mit zwei Shutouts und einem Gegentorschnitt von 1,33 herausragende Leistungen zeigte und die Spitze der Torhüterwertung übernahm.
Im Mittelfeld konnte Alba Volán die guten Leistungen aus der Startphase der Saison bestätigen, während die Vienna Capitals weiterhin mit Schwächen insbesondere im Bereich der Special Teams zu kämpfen hatten. Neuzugang Znojmo scheiterte weiterhin an der Konstanz und verlor insbesondere wichtige Spiele gegen die Tabellennachbarn. Ähnlich erging es den Graz 99ers, die sogar auf den vorletzten Platz zurückrutschten. Demgegenüber stabilisierten sich die Leistungen beim VSV, der in den letzten beiden Spielern vor Halbzeit sogar ohne Gegentreffer blieb.
Ein Spiel, die Begegnung von Orli Znojmo und KAC, musste aufgrund von massiven Eisproblemen nach dem ersten Drittel unterbrochen werden und soll Ende Dezember neu ausgetragen werden.
Der HK Jesenice übernahm den letzten Tabellenplatz vom EC VSV und hatte, wie auch schon in der Preseason, erneut mit finanziellen Problemen zu kämpfen. Da der Club die Zahlungen an seine Transferkartenspieler nicht termingerecht aufbringen konnte, folgte eine erneute Abwanderungswelle. Johan Björk, Marcus Olsson, James Sixsmith und Martin Tuma kehrten dem Club den Rücken und heuerten größtenteils bei Mannschaften aus der norwegischen GET-ligaen an, womit den Krainern nur noch eine Rumpfmannschaft blieb. Der Club strebt einen Verbleib in der Erste Bank Liga an, jedoch wurden diesbezüglich Bedenken laut.
Auch bei anderen Clubs erfolgten diverse Spielerwechsel. Nach Jordan Morrison verpflichtete der EC KAC mit Joey Tenute einen weiteren Stürmer und reagierte damit auf die teils langfristigen Verletzungen seiner Schlüsselspieler. Der EC VSV nahm mit Mike Craig und Shayne Toporowski zwei neue Spieler unter Vertrag, und bei den Vienna Capitals kehrte Pat Kavanagh nach seinem Rauswurf ins Lineup zurück. Mitverantwortlich dafür war das überraschende Karriereende von Harald Ofner, der mit Dezember 2011 zum Polizeidienst einrückte. Bei Alba Volán kehrte Verteidiger Christian Borgatello aus familiären Gründen nach Italien zurück und wurde durch Justin DaCosta ersetzt. Der EC Red Bull Salzburg verlor mit Daniel Erlich einen seiner Transferkartenspieler. Die Graz 99ers verpflichteten Frédéric Cloutier, um Stammtorwart Fabian Weinhandl zu entlasten.

#### Zweite Hinrunde
| Rang | Team                   | Spiele | S  | N  | SNV | NNV | SNP | NNP | Tore   | TVH | Punkte |
| ---- | ---------------------- | ------ | -- | -- | --- | --- | --- | --- | ------ | --- | ------ |
| 1    | EHC Linz               | 30     | 23 | 7  | 1   | 2   | 3   | 1   | 118:82 | +36 | 49     |
| 2    | EC Red Bull Salzburg   | 30     | 19 | 11 | 1   | 2   | 2   | 0   | 105:94 | +11 | 40     |
| 3    | KHL Medveščak Zagreb   | 30     | 18 | 12 | 0   | 2   | 3   | 1   | 103:79 | +24 | 39     |
| 4    | EC KAC                 | 29     | 17 | 12 | 1   | 1   | 0   | 1   | 95:82  | +13 | 36     |
| 5    | Alba Volán             | 30     | 15 | 15 | 3   | 0   | 0   | 3   | 99:92  | +7  | 33     |
| 6    | HDD Olimpija Ljubljana | 30     | 15 | 15 | 2   | 1   | 1   | 2   | 85:82  | +3  | 33     |
| 7    | EC VSV                 | 30     | 15 | 15 | 2   | 0   | 1   | 0   | 86:80  | +6  | 30     |
| 8    | EV Vienna Capitals     | 30     | 12 | 18 | 0   | 0   | 4   | 4   | 90:103 | −13 | 28     |
| 9    | HC Orli Znojmo         | 29     | 11 | 18 | 1   | 2   | 2   | 2   | 75:100 | −25 | 26     |
| 10   | EC Graz 99ers          | 30     | 12 | 18 | 1   | 0   | 1   | 1   | 82:99  | −17 | 25     |
| 11   | HK Jesenice            | 30     | 7  | 23 | 0   | 2   | 3   | 5   | 66:111 | −45 | 21     |

Das dritte Viertel des Grunddurchgangs brachte nur wenige Veränderungen in der Tabelle mit sich. Der EHC Linz spielte weiterhin auf hohem Niveau und fixierte so bereits weit vor Ende der Vorrunde die Teilnahme am Playoff. Als erster Verfolger wurde der KAC von den Salzburgern abgelöst, die während der Weihnachtspause auch das Red Bull Salute für sich entscheiden konnten, während der EC KAC zwar eine Krise überwinden konnte, aber dennoch auf Rang vier zurückrutschte. Die Bären aus Zagreb agierten indessen auf sehr hohem Niveau und konnten sich auf Rang drei nach vorne schieben. Bei den Kroaten spielte insbesondere Torhüter Robert Kristan in Topform und blieb auch nach sechzehn Einsätzen bei einem Gegentorschnitt von 1,8, womit er auch die Torhüterstatistik anführte.
Alba Volán und der HDD Ljubljana konnten sich ebenso in den Top sechs halten. Vor allem die Ungarn straften die vor der Saison geäußerten Zweifel Lügen und gewannen weiterhin wichtige Spiele gegen direkte Tabellennachbarn. Der EC VSV erspielte sich indessen den siebten Rang knapp vor den Vienna Capitals, die weiterhin vor allem durch unkonstante Leistungen auffielen. Ähnlich erging es den Graz 99ers und Neuzugang Znojmo, die beide qualitativ deutlich hinter den Topmannschaften lagen.
Am Ende der Tabelle blieb auch weiterhin der HK Jesenice. Die krisengeschüttelte Mannschaft konnte trotz der widrigen Umstände allerdings mehrmals überraschen und Siege gegen deutlich besser platzierte Clubs einfahren, womit sie auch auf Schlagdistanz zu den vor ihr platzierten Mannschaften blieb.
Auch während dieser Saisonphase wurden einige Transfers getätigt, wobei insbesondere der Abgang von Pascal Morency bei den Bären für Aufsehen sorgte. Der Stürmer verletzte sich unter ungeklärten Umständen in seiner Wohnung und wurde durch Matt Siddall ersetzt.

#### Zweite Rückrunde
Die Schlussphase brachte keine großen Veränderungen mehr beim Tabellenstand, sodass die Teilnehmer der oberen und unteren Zwischenrunde bereits vorzeitig feststanden. Dennoch gab es einige unerwartete Entwicklungen. So konnte sich der EC VSV Rang sieben und damit das Maximum an Bonuspunkten für die Qualifikationsrunde sichern, indem die Mannschaft die letzten fünf Spiele gewinnen und dabei auch die vier Topteams schlagen konnte. Die Vienna Capitals entließen Verteidiger Ross Lupaschuk und (zum zweiten Mal) Stürmer Pat Kavanagh und holten dafür André Lakos zurück nach Österreich, der zuvor bei den Kölner Haien aus dem Kader gestrichen worden war. Die Capitals stellten auch einen EBEL-internen Rekord auf: beim Spiel in Klagenfurt am lagen die Wiener nach 44:47 Minuten bereits mit 0:5 zurück, konnten aber binnen drei Minuten und 46 Sekunden vier Tore erzielen; zum Sieg reichte es jedoch nicht mehr.
Dramatisch wurde die Situation jedoch beim HK Jesenice. Nachdem die Mannschaft schon die ganze Saison über mit enormen finanziellen Problemen zu kämpfen gehabt hatte, sah sich die Ligaleitung gezwungen, dem Club ein Ultimatum zu stellen. Die Krainer hatten noch vor Beginn der Qualifikationsrunde nachzuweisen, dass sie über die Mittel verfügten, die Saison zu Ende spielen zu können, ansonsten sollten sie aus dem Bewerb ausgeschlossen werden. Am Abend des 23. Jänner 2012 gab die Ligaleitung bekannt, dass die Nachweise seitens des Vereins erbracht werden konnten und Jesenice damit die Saison auf sportlichem Weg beenden durfte.

#### Kreuztabelle der Vorrunden-Ergebnisse
Stand: Endstand nach Runde 44, 20. Jänner 2012

|                | Auswärts           |               |                     |               |               |                     |               |               |                |                     |               |
| Zu Hause       | KAC                | VSV           | Capitals            | 99ers         | Linz          | Salzburg            | Jesenice      | Ljubljana     | Székesfehérvár | Zagreb              | Znojmo        |
| KAC            |                    | 2:1 2:3 n. P. | 4:1 5:4             | 8:3 4:3       | 5:3 2:4       | 6:2 0:1             | 8:5 2:0       | 2:1 3:4       | 2:1 4:3 n. V.  | 4:6 1:5             | 5:1 4:3 n. V. |
| VSV            | 0:3 1:4            |               | 4:2 2:3             | 4:1 5:0       | 2:5 2:1       | 3:4 4:3 n. V.       | 4:0 6:0       | 1:2 6:1       | 2:4 0:4        | 2:4 2:1 n. P.       | 5:0 7:0       |
| Capitals       | 5:1 2:4            | 3:4 2:1       |                     | 3:4 n. P. 1:5 | 5:7 2:5       | 2:4 3:4 n. V.       | 5:4 n. P. 4:2 | 4:1 4:5       | 6:5 n. P. 3:2  | 2:3 n. P. 3:2 n. V. | 9:2 4:1       |
| 99ers          | 4:5 5:3            | 5:2 2:0       | 2:4 2:3 n. P.       |               | 2:3 3:2       | 5:3 2:3             | 3:2 4:1       | 0:4 4:2       | 2:3 2:4        | 1:6 3:2 n. V.       | 7:1 2:1       |
| Linz           | 2:1 n. V. 5:2      | 2:5 2:3 n. V. | 5:3 4:3 n. P.       | 4:1           |               | 6:4 4:3             | 3:2 n. P. 6:2 | 4:2 4:0       | 4:1 4:0        | 3:2 1:4             | 0:1 n. V. 3:2 |
| Salzburg       | 4:2 6:2            | 6:4 1:4       | 5:1 1:2             | 5:4 6:3       | 3:5 2:5       |                     | 3:2 n. P. 7:3 | 3:2 n. P. 7:6 | 5:2 3:2        | 6:4 6:2             | 5:3 5:2       |
| Jesenice       | 1:4 4:3 n. P.      | 3:1 1:5       | 3:2 3:2 n. P.       | 3:4 n. V. 0:3 | 3:4 n. P. 1:5 | 2:3 2:1             |               | 5:4 n. P. 5:4 | 2:4 4:5 n. V.  | 0:2 0:5             | 0:1 3:5       |
| Ljubljana      | 6:0 0:4            | 5:2 4:1       | 2:1 n. P. 4:0       | 2:1 (*) 4:2   | 2:3 2:1 n. P. | 3:2 n. V. 5:6 n. V. | 4:3 5:2       |               | 2:5 3:4        | 1:2 3:5             | 4:1 5:2       |
| Székesfehérvár | 5:2 3:1            | 1:2 3:5       | 1:3 6:2             | 6:3           | 5:6 n. P. 3:4 | 3:2 n. V. 1:4       | 2:4 3:1       | 5:2 6:7       |                | 3:2 n. V. 2:3       | 2:3 n. P. 4:1 |
| Zagreb         | 0:5 SV (**) 3:1    | 7:1 1:2 n. V. | 7:2 3:1             | 2:3 0:1       | 2:3 5:4 n. P. | 5:0 6:3             | 0:1 2:0       | 2:3 n. V. 5:2 | 4:2 3:4 n. V.  |                     | 4:3 n. P. 6:4 |
| Znojmo         | 1:2(***) 3:2 n. P. | 2:3 n. V. 5:1 | 5:6 n. P. 2:3 n. V. | 0:3 1:2       | 7:5 4:2       | 3:1 4:2             | 6:2 2:1 n. P. | 0:1 2:3 n. P. | 3:4 4:3        | 8:2 1:5             |               |

(**) Strafverifizierung. Das Spiel endete mit 5:4 für Zagreb, wurde jedoch mit 0:5 zugunsten des EC KAC strafverifiziert, da Zagreb einen offiziell nicht spielberechtigten Torwart einsetzte.

#### Endstand der Vorrunde
| Rang | Team                      | GP | S  | N  | SNV | NNV | SNP | NNP | Tore    | TVH | Punkte |
| ---- | ------------------------- | -- | -- | -- | --- | --- | --- | --- | ------- | --- | ------ |
| 1.   | EHC Linz                  | 40 | 29 | 11 | 1   | 2   | 4   | 2   | 147:104 | +43 | 62     |
| 2.   | KHL Medveščak Zagreb      | 40 | 24 | 16 | 0   | 5   | 3   | 1   | 135:99  | +36 | 54     |
| 3.   | EC Red Bull Salzburg      | 40 | 24 | 16 | 2   | 3   | 2   | 0   | 144:129 | +15 | 51     |
| 4.   | EC KAC                    | 40 | 22 | 18 | 2   | 1   | 0   | 3   | 124:114 | +10 | 48     |
| 5.   | HDD Olimpija Ljubljana    | 40 | 21 | 19 | 2   | 1   | 3   | 2   | 122:119 | +3  | 45     |
| 6.   | Alba Volán Székesfehérvár | 40 | 20 | 20 | 4   | 1   | 0   | 3   | 132:122 | +10 | 44     |
| 7.   | EC VSV                    | 40 | 21 | 19 | 4   | 0   | 2   | 0   | 112:101 | +11 | 42     |
| 8.   | Vienna Capitals           | 40 | 17 | 23 | 2   | 1   | 4   | 5   | 120:136 | −16 | 40     |
| 9.   | EC Graz 99ers             | 40 | 19 | 21 | 1   | 0   | 1   | 1   | 112:123 | −11 | 39     |
| 10.  | Orli Znojmo               | 40 | 14 | 26 | 1   | 3   | 3   | 3   | 100:137 | −37 | 34     |
| 11.  | HK Jesenice               | 40 | 9  | 31 | 0   | 2   | 3   | 5   | 82:146  | −64 | 25     |

### Platzierungsrunde
Die Platzierungsrunde verlief über weite Strecken unspektakulär, die Platzierungen änderten sich nur minimal. Hier gelang Székesfehérvár der größte Sprung nach vorne, während Ljubljana und der EC KAC an Boden verloren. Bei letzterer Mannschaft brachte die wenig erfolgreiche Zwischenrunde jedoch einen Trainerwechsel in letzter Minute mit sich: vor dem letzten Spiel des Grunddurchgangs wurde Manny Viveiros entlassen und durch den Schweizer Christian Weber ersetzt, der bis dato das Farmteam des Clubs trainiert hatte. Diese plötzliche Entscheidung in Verbindung mit der unprofessionellen Art der Kommunikation in Bezug auf die Abo-Preise für das Playoff, die ebenfalls erst sehr spät bekannt gegeben wurden, verursachte einige Unruhe unter den Fans.
Der EC Red Bull Salzburg ließ knapp vor Transferschluss mit einer Meldung aufhorchen, die auch medial ausgiebig diskutiert wurde: da Josh Tordjman im Tor nicht der erhoffte Rückhalt war, wurde Marty Turco bis Saisonende verpflichtet, nachdem er zuvor bereits mit dem Club die European Trophy hatte gewinnen können.
Zu einem Kuriosum geriet auch das letzte Spiel der Bullen. Da Ljubljana dem potentiellen Viertelfinal-Gegner EC KAC aus dem Weg gehen wollte, geriet das Penaltyschießen zu einer Farce, da der Goalie der Slowenen das Tor verließ und die Schützen der Bullen nur noch ins leere Tor treffen mussten. Das Verhalten der slowenischen Mannschaft wurde nachträglich vom Strafsenat mit einer Geldstrafe von € 10.000 und zehn bzw. vier Spielen Sperre für Torhüter Matija Pintarič und Trainer Hannu Järvenpää sanktioniert.

#### Kreuztabelle der Platzierungsrunden-Ergebnisse
Stand: Endstand nach Runde 10, 14. Februar 2012

|                | Auswärts |           |           |     |           |                |
| Zu Hause       | Linz     | Zagreb    | Salzburg  | KAC | Ljubljana | Székesfehérvár |
| Linz           |          | 5:2       | 4:3       | 2:3 | 4:0       | 5:4            |
| Zagreb         | 0:2      |           | 5:3       | 3:0 | 3:1       | 3:4            |
| Salzburg       | 4:1      | 4:3 n. V. |           | 2:1 | 7:6 n. P. | 1:7            |
| KAC            | 1:3      | 4:5       | 6:4       |     | 7:3       | 2:1            |
| Ljubljana      | 6:3      | 6:4       | 5:1       | 3:1 |           | 3:5            |
| Székesfehérvár | 6:3      | 0:3       | 4:3 n. P. | 2:1 | 4:2       |                |

#### Endstand der Platzierungsrunde
| Rang | Team                      | GP | S | N | SNV | NNV | SNP | NNP | Tore  | TVH | Punkte |
| ---- | ------------------------- | -- | - | - | --- | --- | --- | --- | ----- | --- | ------ |
| 1.   | EHC Linz                  | 10 | 6 | 4 | 0   | 0   | 0   | 0   | 32:29 | +3  | 16 (4) |
| 2.   | KHL Medveščak Zagreb      | 10 | 5 | 5 | 0   | 1   | 0   | 0   | 31:29 | +2  | 14 (3) |
| 3.   | Alba Volán Székesfehérvár | 10 | 7 | 3 | 0   | 1   | 0   | 0   | 37:26 | +11 | 14 (0) |
| 4.   | EC Red Bull Salzburg      | 10 | 4 | 6 | 1   | 0   | 1   | 1   | 32:42 | −10 | 11 (2) |
| 5.   | EC KAC                    | 10 | 4 | 6 | 0   | 0   | 0   | 0   | 26:28 | −2  | 9 (1)  |
| 6.   | HDD Olimpija Ljubljana    | 10 | 4 | 6 | 0   | 0   | 0   | 1   | 35:39 | −4  | 9 (0)  |

### Qualifikationsrunde
Die Qualifikationsrunde blieb bis zum letzten Spieltag eng umkämpft, an dem potentiell noch vier der fünf Clubs Chancen auf einen Playoff-Einzug hatten. Während Jesenice sich entgegen allen Erwartungen mehrere Partien gewinnen konnte, kämpfte insbesondere der EC VSV lange Zeit gegen eine Unform. Neuzugang Znojmo qualifizierte sich souverän ohne Bonuspunkt für das Viertelfinale, während die Vienna Capitals dies erst mit Schützenhilfe des VSV und einem 11:3-Sieg gegen Jesenice schafften. Die Graz 99ers gaben ihre Playoff-Chance im letzten Spiel gegen den VSV aus der Hand, nachdem sie zuvor bereits als einzige Mannschaft beide Begegnungen gegen Jesenice verloren hatten.

#### Kreuztabelle der Qualifikationsrunden-Ergebnisse
Stand: Endstand nach Runde 10, 14. Februar 2012

|          | Auswärts |          |           |           |           |
| Zu Hause | VSV      | Capitals | 99ers     | Znojmo    | Jesenice  |
| VSV      |          | 1:0      | 3:1       | 2:3       | 3:1       |
| Capitals | 4:2      |          | 2:3 n. P. | 4:6       | 11:3      |
| 99ers    | 4:0      | 2:1      |           | 3:2 n. V. | 1:2 n. P. |
| Znojmo   | 3:2      | 2:4      | 4:1       |           | 4:1       |
| Jesenice | 2:3      | 1:4      | 4:3       | 5:4       |           |

#### Endstand der Qualifikationsrunde
| Rang | Team            | GP | S | N | SNV | NNV | SNP | NNP | Tore  | TVH | Punkte |
| ---- | --------------- | -- | - | - | --- | --- | --- | --- | ----- | --- | ------ |
| 1.   | Orli Znojmo     | 8  | 5 | 3 | 0   | 1   | 0   | 0   | 28:22 | +6  | 11 (0) |
| 2.   | Vienna Capitals | 8  | 4 | 4 | 0   | 0   | 0   | 1   | 30:20 | +10 | 11 (2) |
| 3.   | EC VSV          | 8  | 4 | 4 | 0   | 0   | 0   | 0   | 16:18 | −2  | 11 (3) |
| 4.   | EC Graz 99ers   | 8  | 4 | 4 | 1   | 0   | 1   | 1   | 18:18 | ±0  | 10 (1) |
| 5.   | HK Jesenice     | 8  | 3 | 5 | 0   | 0   | 1   | 0   | 19:33 | −14 | 6 (0)  |

### Statistiken

#### Topscorer
| Rang | Spieler             | Team | GP | G  | A  | PTS | PIM | +  | –  | +/- | PPG | PPA | SHG | SHA | GWG | SOG | SG%   |
| ---- | ------------------- | ---- | -- | -- | -- | --- | --- | -- | -- | --- | --- | --- | --- | --- | --- | --- | ----- |
| 1    | John Hughes         | OLL  | 50 | 21 | 47 | 68  | 54  | 51 | 46 | +5  | 5   | 19  | 2   | 0   | 3   | 150 | 14.00 |
| 2    | Ryan Kinasewich     | MZA  | 50 | 25 | 29 | 54  | 16  | 45 | 22 | +23 | 9   | 9   | 0   | 2   | 6   | 192 | 13.02 |
| 3    | Mike Ouellette      | EHL  | 49 | 20 | 34 | 54  | 10  | 49 | 24 | +25 | 9   | 11  | 0   | 1   | 7   | 160 | 12.50 |
| 4    | Thomas Raffl        | RBS  | 50 | 12 | 42 | 54  | 16  | 57 | 50 | +7  | 3   | 11  | 0   | 1   | 4   | 195 | 6.15  |
| 5    | Benoît Gratton      | VIC  | 42 | 20 | 33 | 53  | 127 | 38 | 38 | ±0  | 6   | 17  | 1   | 2   | 4   | 122 | 16.39 |
| 6    | István Sofron       | AVS  | 50 | 31 | 21 | 52  | 76  | 49 | 42 | +7  | 5   | 6   | 1   | 0   | 5   | 170 | 18.24 |
| 7    | Márton Vas          | AVS  | 50 | 20 | 31 | 51  | 24  | 49 | 47 | +2  | 5   | 13  | 2   | 0   | 2   | 156 | 12.82 |
| 8    | Robbie Earl         | RBS  | 45 | 22 | 28 | 50  | 70  | 42 | 36 | +6  | 7   | 11  | 1   | 0   | 3   | 180 | 12.22 |
| 9    | Derek Ryan          | AVS  | 50 | 25 | 24 | 49  | 20  | 42 | 39 | +3  | 10  | 6   | 0   | 2   | 5   | 149 | 16.78 |
| 10   | Krisztián Palkovics | AVS  | 50 | 16 | 33 | 49  | 8   | 42 | 31 | +11 | 4   | 9   | 0   | 0   | 2   | 158 | 10.13 |
| 11   | Jonathan Ferland    | VIC  | 40 | 24 | 24 | 48  | 99  | 44 | 31 | +13 | 9   | 7   | 2   | 0   | 7   | 176 | 13.64 |
| 12   | Balázs Ladányi      | AVS  | 41 | 13 | 35 | 48  | 10  | 39 | 40 | −1  | 4   | 16  | 1   | 2   | 2   | 128 | 10.16 |
| 13   | Danny Irmen         | EHL  | 48 | 25 | 21 | 46  | 75  | 50 | 33 | +17 | 5   | 6   | 1   | 1   | 3   | 141 | 17.73 |
| 14   | Gregor Baumgartner  | EHL  | 49 | 22 | 24 | 46  | 10  | 41 | 23 | +18 | 7   | 13  | 0   | 0   | 2   | 111 | 19.82 |
| 15   | Ramzi Abid          | RBS  | 48 | 21 | 25 | 46  | 92  | 43 | 40 | +3  | 8   | 9   | 0   | 1   | 2   | 165 | 12.73 |

#### Beste Torhüter
| Spieler                 | Team | GP | GPI | MIP     | GA  | GAA  | SOG  | SVS  | SVS%  | SO | W  | L  | OTL | A | PIM |
| ----------------------- | ---- | -- | --- | ------- | --- | ---- | ---- | ---- | ----- | -- | -- | -- | --- | - | --- |
| Bernhard Starkbaum      | VSV  | 48 | 48  | 2837:26 | 107 | 2.26 | 1670 | 1563 | 93.59 | 6  | 25 | 22 | 0   | 3 | 4   |
| Frédéric Cloutier       | G99  | 24 | 16  | 966:57  | 38  | 2.36 | 511  | 473  | 92.56 | 3  | 10 | 6  | 0   | 0 | 0   |
| Michael Ouzas           | MZA  | 41 | 21  | 1224:01 | 48  | 2.35 | 617  | 571  | 92.54 | 2  | 9  | 6  | 5   | 0 | 4   |
| Robert Kristan          | MZA  | 37 | 27  | 1601:38 | 59  | 2.21 | 782  | 723  | 92.46 | 4  | 20 | 5  | 2   | 2 | 2   |
| Gašper Krošelj          | HKJ  | 40 | 23  | 1218:00 | 60  | 2.96 | 795  | 735  | 92.45 | 1  | 4  | 9  | 5   | 1 | 10  |
| Jean-Philippe Lamoureux | OLL  | 47 | 45  | 2628:14 | 129 | 2.94 | 1654 | 1525 | 92.20 | 4  | 24 | 18 | 3   | 0 | 18  |
| Alex Westlund           | EHL  | 49 | 44  | 2638:18 | 109 | 2.48 | 1381 | 1272 | 92.11 | 4  | 31 | 8  | 4   | 0 | 0   |
| Andy Chiodo             | KAC  | 31 | 24  | 1436:26 | 70  | 2.92 | 876  | 806  | 92.01 | 1  | 11 | 12 | 1   | 0 | 8   |
| Adam Munro              | AVS  | 46 | 38  | 2241:01 | 105 | 2.81 | 1309 | 1204 | 91.98 | 0  | 22 | 13 | 2   | 2 | 2   |
| René Swette             | KAC  | 49 | 25  | 1507:02 | 65  | 2.59 | 804  | 739  | 91.92 | 2  | 14 | 8  | 3   | 1 | 4   |
| Bence Bálizs            | AVS  | 47 | 14  | 779:57  | 40  | 3.08 | 462  | 422  | 91.34 | 1  | 5  | 6  | 2   | 0 | 0   |
| Josh Tordjman           | RBS  | 45 | 34  | 1840:57 | 90  | 2.93 | 1023 | 933  | 91.20 | 1  | 18 | 9  | 2   | 1 | 4   |
| Fabian Weinhandl        | G99  | 48 | 32  | 1909:14 | 96  | 3.02 | 1051 | 955  | 90.87 | 2  | 13 | 17 | 2   | 0 | 2   |
| Reinhard Divis          | VIC  | 39 | 38  | 2231:04 | 109 | 2.93 | 1160 | 1051 | 90.60 | 0  | 18 | 13 | 5   | 2 | 4   |
| Ondřej Kacetl           | ZNO  | 47 | 37  | 2046:28 | 112 | 3.28 | 1183 | 1071 | 90.53 | 0  | 12 | 14 | 6   | 0 | 16  |
| Filip Landsman          | ZNO  | 38 | 15  | 772:44  | 39  | 3.03 | 378  | 339  | 89.68 | 2  | 6  | 6  | 1   | 1 | 0   |
| Sebastian Stefaniszin   | VIC  | 48 | 13  | 694:53  | 41  | 3.54 | 386  | 345  | 89.38 | 0  | 3  | 7  | 2   | 0 | 0   |
| Michal Fikrt            | HKJ  | 48 | 32  | 1664:33 | 111 | 4.00 | 992  | 881  | 88.81 | 0  | 8  | 20 | 2   | 1 | 6   |
| Thomas Höneckl          | RBS  | 46 | 20  | 918:18  | 65  | 4.25 | 536  | 471  | 87.87 | 0  | 7  | 9  | 1   | 1 | 2   |

Feldspieler: GP = Spiele, G = Tore, A = Assists, PTS = Scorerpunkte, PIM = Strafminuten, PPG = Powerplaytore, PPA = Powerplay-Assists, SHG = Unterzahltore, SHA = Unterzahl-Assists, GWG = Gamewinning Goals, SOG = Schüsse aufs Tor, SG% = Schusseffizienz
Torhüter: GP = Spiele, GPI = Tatsächliche Einsätze, MIP = Spielminuten, GA = Gegentore, GAA = Gegentorschnitt, SOG = Schüsse aufs Tor, SVS = gehaltene Schüsse, SVS% = Fangquote, SO = Shutouts, W = Gewonnene Spiele, L = Niederlagen in regulärer Spielzeit, OTL = Niederlagen in Overtime/Penaltyschießen, A = Assists, PIM = Strafminuten, Fettschrift = Bestwert

#### Statistische Besonderheiten
- In der Fairplay-Wertung unterbot Alba Volán Székesfehérvár den im Vorjahr aufgestellten EBEL-Rekord von 13,57 Strafminuten pro Spiel und senkte diesen dabei auf einen Durchschnittswert von 12,32 Minuten pro Spiel (616 Strafminuten in 50 Spielen).
- VSV-Torwart Bernhard Starkbaum stellte einen neuen Rekord in der Rubrik Save Percentage auf. Mit 93,59 Prozent an gehaltenen Schüssen übertraf er knapp die Marke des ehemaligen KAC-Goalies Travis Scott, der es im Grunddurchgang der Saison 2008/09 auf einen Wert von 93,50 Prozent gebracht hatte.

## Playoffs

### Playoff-Baum
| Viertelfinale | Viertelfinale          | Viertelfinale          |   |                           | Halbfinale | Halbfinale | Halbfinale |  |  | Finale | Finale | Finale |
|               |                        |                        |   |                           |            |            |            |  |  |        |        |        |
| 1             | EHC Linz               | 4                      |   |                           |            |            |            |  |  |        |        |        |
| 8             | Vienna Capitals        | 3                      |   |                           |            |            |            |  |  |        |        |        |
| 8             | Vienna Capitals        | 3                      | 1 | EHC Linz                  | 4          |            |            |  |  |        |        |        |
|               |                        |                        | 1 | EHC Linz                  | 4          |            |            |  |  |        |        |        |
|               | 6                      | HDD Olimpija Ljubljana | 1 |                           |            |            |            |  |  |        |        |        |
| 3             | 6                      | HDD Olimpija Ljubljana | 1 | Alba Volán Székesfehérvár | 2          |            |            |  |  |        |        |        |
| 3             |                        |                        |   | Alba Volán Székesfehérvár | 2          |            |            |  |  |        |        |        |
| 6             | HDD Olimpija Ljubljana | 4                      |   |                           |            |            |            |  |  |        |        |        |
| 6             | HDD Olimpija Ljubljana | 4                      | 1 | EHC Linz                  | 4          |            |            |  |  |        |        |        |
|               |                        |                        |   | EHC Linz                  | 4          |            |            |  |  |        |        |        |
|               | 5                      | EC KAC                 | 1 |                           |            |            |            |  |  |        |        |        |
| 2             | 5                      | EC KAC                 | 1 | KHL Medveščak Zagreb      | 4          |            |            |  |  |        |        |        |
| 2             |                        |                        |   | KHL Medveščak Zagreb      | 4          |            |            |  |  |        |        |        |
| 7             | Orli Znojmo            | 0                      |   |                           |            |            |            |  |  |        |        |        |
| 7             | Orli Znojmo            | 0                      | 2 | KHL Medveščak Zagreb      | 1          |            |            |  |  |        |        |        |
|               |                        |                        | 2 | KHL Medveščak Zagreb      | 1          |            |            |  |  |        |        |        |
|               | 5                      | EC KAC                 | 4 |                           |            |            |            |  |  |        |        |        |
| 4             | 5                      | EC KAC                 | 4 | EC Red Bull Salzburg      | 2          |            |            |  |  |        |        |        |
| 4             |                        |                        |   | EC Red Bull Salzburg      | 2          |            |            |  |  |        |        |        |
| 5             | EC KAC                 | 4                      |   |                           |            |            |            |  |  |        |        |        |

### Viertelfinale
- EHC Linz (1) – Vienna Capitals (8): 4:3

Die Serie zwischen dem EHC Linz und den Capitals war von starken Formschwankungen geprägt, wobei die Wiener jedoch über weite Strecken die besseren Leistungen zeigten. Während Linz zum Teil insbesondere defensiv sehr schwach agierte, besserten sich auf Wiener Seite die Leistungen der Topspieler nach einem durchwachsenen Grunddurchgang. Vor allem François Fortier gelang es, zumindest ansatzweise an seine überragende Vorsaison anzuknüpfen. Im Tor ersetzte Sebastian Stefaniszin den verletzten Reinhard Divis und spielte weitgehend solide. Dies führte dazu, dass die Capitals nach einem 1:3-Rückstand in der Serie noch ausgleichen konnten. Im entscheidenden Spiel sieben auf Linzer Eis führten jedoch schwere Verteidigungsfehler zu einem raschen Rückstand, sodass letzten Endes auch der Nachwuchstorhüter Thomas Dechel zu seinem ersten Bundesliga-Einsatz kam. Linz zog nach vierzig Minuten auf 8:1 davon, sodass den Capitals letzten Endes nur noch Ergebniskosmetik blieb.
- KHL Medveščak Zagreb (2) – Orli Znojmo (7): 4:0

Am klarsten verlief die Serie zwischen dem kroatischen Club aus Zagreb und Liganeuling Znojmo. Ersteren gelang mit 4:0 Siegen der Sweep, wobei mit Ausnahme des entscheidenden Spiels Nummer vier alle Partien recht einseitig zugunsten des Favoriten verliefen. Erst in der letzten Begegnung konnten die Tschechen Zagreb ernsthaft fordern. Vor dem Hintergrund eines größtenteils aus jungen Spielern bestehenden Teams (Torhüter Marek Ciliak war erst einundzwanzig Jahre alt) zeigten die Tschechen jedoch eine insgesamt gute Leistung als Basis für kommende Saisonen. Das Saisonziel, im Premierenjahr nicht letzter zu werden, wurde damit erreicht.
- Alba Volán Székesfehérvár (3) – HDD Olimpija Ljubljana (6): 2:4

Die zweite nicht-österreichische Serie startete mit einem deutlichen Übergewicht zugunsten Fehérvárs, das seine beiden ersten Heimspiele hoch gewinnen konnte und auch auswärts erst in der Verlängerung unterlag. Bei Ljubljana schwächelte Torhüter Jean-Philippe Lamoureux und ließ sich außerdem des Öfteren von gegnerischen Spielern provozieren, was unter anderem auch zu einer Spieldauerstrafe führte. Den Laibachern gelang dennoch eine erfolgreiche Rückkehr in die Serie und mit einem 2:1-Sieg im fünften Spiel auch der benötigte Auswärtssieg. In diesem Spiel verletzte sich außerdem Lamoureux, sodass im letzten Spiel der junge Matic Boh übernehmen musste. Dank einer geschlossenen Mannschaftsleistung schaffte Ljubljana auch den vierten Sieg und damit den Aufstieg ins Halbfinale. Székesfehérvár unterlag als Favorit in der Serie, nachdem die Mannschaft über die gesamte Saison hinweg konstant gute Leistungen gezeigt hatte.
- EC Red Bull Salzburg (4) – EC KAC (5): 2:4

Bei der Neuauflage des Vorjahresfinales startete der EC Red Bull Salzburg als Favorit in die Serie und dominierte das Geschehen auf dem Eis auch in den ersten drei Begegnungen. Nach einem klaren Sieg zum Auftakt ging das zweite Spiel nur knapp verloren, als die Salzburger ein Powerplay in der Overtime nicht nutzen konnten und nur wenig später ein Gegentor erhielten. Mit Spiel vier wendete sich jedoch das Blatt; der EC KAC glich auf 2:2 aus und sicherte sich dank herausragender Defensivarbeit im fünften Spiel den nötigen Auswärtssieg und damit die Führung in der Serie. Diese kompakte Leistung gelang auch im sechsten Spiel; mit einem ungefährdeten Sieg sicherten sich die Klagenfurter die Halbfinal-Teilnahme und sorgten dafür, dass die Salzburger erstmals nach sechs Jahren nicht im Finale standen. Überschattet wurde das Sportliche von zum Teil grob unsportlichen Fouls, die insbesondere auf Klagenfurter Seite viele Verletzte forderten (die letzten beiden Spiele wurden mit nur noch zwei Stammverteidigern absolviert) und auch mit einer Vielzahl an Sperren geahndet wurden.
| EHC Linz (1) – Vienna Capitals (8)      | EHC Linz (1) – Vienna Capitals (8) | EHC Linz (1) – Vienna Capitals (8) |
| --------------------------------------- | ---------------------------------- | ---------------------------------- |
| 19. Februar                             | EHC Linz – Vienna Capitals         | 3:4 n. V. (0:2, 2:1, 1:0, 0:1)     |
| 21. Februar                             | Vienna Capitals – EHC Linz         | 2:3 n. V. (1:1, 0:0, 1:1, 0:1)     |
| 23. Februar                             | EHC Linz – Vienna Capitals         | 3:0 (1:0, 1:0, 1:0)                |
| 26. Februar                             | Vienna Capitals – EHC Linz         | 1:3 (0:0, 1:1, 0:2)                |
| 28. Februar                             | EHC Linz – Vienna Capitals         | 3:6 (1:1, 1:3, 1:2)                |
| 1. März                                 | Vienna Capitals – EHC Linz         | 4:2 (3:1, 0:0, 1:1)                |
| 4. März                                 | EHC Linz – Vienna Capitals         | 8:3 (3:0, 5:1, 0:2)                |
| Endstand in der Serie: 4:3 für EHC Linz |                                    |                                    |

| KHL Medveščak Zagreb (2) – Orli Znojmo (7)          | KHL Medveščak Zagreb (2) – Orli Znojmo (7) | KHL Medveščak Zagreb (2) – Orli Znojmo (7) |
| --------------------------------------------------- | ------------------------------------------ | ------------------------------------------ |
| 19. Februar                                         | KHL Medveščak Zagreb – Orli Znojmo         | 3:1 (1:0, 1:0, 1:1)                        |
| 21. Februar                                         | Orli Znojmo – KHL Medveščak Zagreb         | 2:5 (0:2, 1:2, 1:1)                        |
| 23. Februar                                         | KHL Medveščak Zagreb – Orli Znojmo         | 5:0 (0:0, 4:0, 1:0)                        |
| 26. Februar                                         | Orli Znojmo – KHL Medveščak Zagreb         | 4:5 (0:2, 0:1, 4:2)                        |
| Endstand in der Serie: 4:0 für KHL Medveščak Zagreb |                                            |                                            |

| Alba Volán Székesfehérvár (3) – HDD Olimpija Ljubljana (6) | Alba Volán Székesfehérvár (3) – HDD Olimpija Ljubljana (6) | Alba Volán Székesfehérvár (3) – HDD Olimpija Ljubljana (6) |
| ---------------------------------------------------------- | ---------------------------------------------------------- | ---------------------------------------------------------- |
| 19. Februar                                                | Alba Volán Székesfehérvár – HDD Olimpija Ljubljana         | 7:2 (2:0, 2:2, 3:0)                                        |
| 21. Februar                                                | HDD Olimpija Ljubljana – Alba Volán Székesfehérvár         | 2:1 n. V. (0:0, 1:1, 0:0, 1:0)                             |
| 23. Februar                                                | Alba Volán Székesfehérvár – HDD Olimpija Ljubljana         | 8:1 (4:0, 1:0, 3:1)                                        |
| 26. Februar                                                | HDD Olimpija Ljubljana – Alba Volán Székesfehérvár         | 6:4 (0:1, 3:1, 3:2)                                        |
| 28. Februar                                                | Alba Volán Székesfehérvár – HDD Olimpija Ljubljana         | 1:2 (0:1, 0:0, 1:1)                                        |
| 1. März                                                    | HDD Olimpija Ljubljana – Alba Volán Székesfehérvár         | 4:3 (1:1, 2:1, 1:1)                                        |
| Endstand in der Serie: 4:2 für HDD Olimpija Ljubljana      |                                                            |                                                            |

| EC Red Bull Salzburg (4) – EC KAC (5)     | EC Red Bull Salzburg (4) – EC KAC (5) | EC Red Bull Salzburg (4) – EC KAC (5) |
| ----------------------------------------- | ------------------------------------- | ------------------------------------- |
| 19. Februar                               | EC Red Bull Salzburg – EC KAC         | 5:3 (2:1, 2:1, 1:1)                   |
| 21. Februar                               | EC KAC – EC Red Bull Salzburg         | 5:4 n. V. (2:1, 2:2, 0:1, 1:0)        |
| 23. Februar                               | EC Red Bull Salzburg – EC KAC         | 4:2 (1:0, 2:1, 1:1)                   |
| 26. Februar                               | EC KAC – EC Red Bull Salzburg         | 4:2 (1:1, 1:0, 2:1)                   |
| 28. Februar                               | EC Red Bull Salzburg – EC KAC         | 1:2 (0:1, 1:1, 0:0)                   |
| 1. März                                   | EC KAC – EC Red Bull Salzburg         | 5:2 (2:1, 1:0, 2:1)                   |
| Endstand in der Serie: 4:2 für den EC KAC |                                       |                                       |

### Halbfinale
- EHC Linz (1) – HDD Olimpija Ljubljana (6): 4:1

Der EHC Linz startete als klarer Favorit in die Serie und wurde dieser Erwartung auch über weite Strecken gerecht. Die Laibacher, denen weiterhin eine große Zahl von Schlüsselspielern inklusive Torwart Lamoureux fehlte, konnten den Oberösterreichern wenig entgegensetzen und nur ein einziges Spiel auf eigenem Eis gewinnen. Der einzige andere Erfolg war das Unentschieden nach der regulären Spielzeit in der zweiten Begegnung, die jedoch anschließend in der Overtime verloren wurde. Das dritte Spiel geriet zum Debakel und machte den Klassenunterschied zwischen den beiden Mannschaften deutlich. Die Slowenen waren spielerisch deutlich unterlegen, boten ihren Fans aber eine kämpferische Leistung, die das deutliche Ergebnis der Serie aber nicht verhindern konnte.
- KHL Medveščak Zagreb (2) – EC KAC (5): 1:4

Die Serie zwischen Zagreb und dem KAC konnte im Vorfeld nicht recht eingeschätzt werden, da Zagreb sich im Viertelfinale gegen einen relativ schwachen Gegner durchgesetzt hatte, während der KAC nach einer verpatzten Hauptrunde den Titelfavoriten aus dem Bewerb genommen hatte. Gleich im ersten Spiel setzte der EC KAC jedoch seinen Erfolgslauf fort und zog auf 3:0 davon. Bei den Kroaten antwortete Frank Banham mit einem aufsehenerregenden Check, dem kurz darauf eine Massenschlägerei folgte. Nach dem Spiel, das der KAC gewann, wurden Sperren gegen Banham und Joel Prpic, sowie gegen die beiden Trainer ausgesprochen. Der KAC setzte seinen Erfolgslauf im zweiten Spiel fort und bot vor allem defensiv eine gute Leistung. Die Kroaten fanden erst im dritten Spiel ein Mittel gegen die Klagenfurter, konnten ihre Stärken aber nicht konservieren. Die Serie endete bereits im fünften Spiel auf Zagreber Eis mit einem klaren 5:2-Sieg des EC KAC.
| EHC Linz (1) – HDD Olimpija Ljubljana (6) | EHC Linz (1) – HDD Olimpija Ljubljana (6) | EHC Linz (1) – HDD Olimpija Ljubljana (6) |
| ----------------------------------------- | ----------------------------------------- | ----------------------------------------- |
| 6. März                                   | EHC Linz – HDD Olimpija Ljubljana         | 4:2 (0:0, 1:1, 3:1)                       |
| 8. März                                   | HDD Olimpija Ljubljana – EHC Linz         | 3:4 n. V. (1:2, 1:1, 1:0, 0:1)            |
| 11. März                                  | EHC Linz – HDD Olimpija Ljubljana         | 6:1 (3:1, 3:0, 0:0)                       |
| 13. März                                  | HDD Olimpija Ljubljana – EHC Linz         | 2:1 (0:1, 2:0, 0:0)                       |
| 15. März                                  | EHC Linz – HDD Olimpija Ljubljana         | 5:2 (2:0, 2:1, 1:1)                       |
| Endstand in der Serie: 4:1 für EHC Linz   |                                           |                                           |

| KHL Medveščak Zagreb (2) – EC KAC (5) | KHL Medveščak Zagreb (2) – EC KAC (5) | KHL Medveščak Zagreb (2) – EC KAC (5) |
| ------------------------------------- | ------------------------------------- | ------------------------------------- |
| 6. März                               | KHL Medveščak Zagreb – EC KAC         | 0:4 (0:1, 0:2, 0:1)                   |
| 8. März                               | EC KAC – KHL Medveščak Zagreb         | 4:1 (1:0, 2:0, 1:1)                   |
| 11. März                              | KHL Medveščak Zagreb – EC KAC         | 3:2 (2:0, 0:0, 1:2)                   |
| 13. März                              | EC KAC – KHL Medveščak Zagreb         | 4:1 (1:0, 2:0, 1:1)                   |
| 15. März                              | KHL Medveščak Zagreb – EC KAC         | 2:5 (0:0, 1:3, 1:2)                   |
| Endstand in der Serie: 4:1 für EC KAC |                                       |                                       |

### Finale
Vor der Finalserie wurden beiden Teams ähnliche Chancen auf den Titelgewinn eingeräumt; Linz hatte als souveränstes Team die Liga über weite Strecken dominiert, während der KAC zwei stärker eingeschätzte Mannschaften in den ersten beiden Playoff-Runden aus dem Bewerb genommen hatte. Das erste Spiel folgte dieser Einschätzung weitgehend und brachte dem KAC den Auftaktsieg auf fremdem Eis, der mit einem Last-Minute-Treffer nach dem Ausgleich eines 0:2-Rückstandes gelang. Bereits in der zweiten Begegnung eroberten sich die Linzer das Heimrecht in der Serie jedoch zurück und zeigten sich als taktisch gut eingestelltes Team, das gestützt auf eine sichere Verteidigung und einen hervorragenden Alex Westlund im Tor nur wenige Chancen zuließ.
Im dritten Spiel zeigte sich die Überlegenheit der Oberösterreicher erstmals in Form eines Kantersieges. Die Linzer agierten vor dem gegnerischen Tor sehr sicher und verwerteten ihre Chancen effizient. Dies setzte sich auch im vierten Spiel fort, wo die Linzer sich mit einem ungefährdeten Auswärtssieg drei Matchpucks sicherten. Der EC KAC hatte zwar große Anteile am Spiel, schuf aber zu wenige gefährliche Situationen und wurde immer wieder mit gefährlichen Kontern konfrontiert.
Das letzte Spiel der Serie war eine Rückkehr zu ihrem Beginn. Lange Zeit hielten beide Teams das 0:0, ehe Linz mit einem Doppelschlag in Führung ging. Nach dem Anschlusstreffer drückte der EC KAC im letzten Drittel noch auf den Ausgleich, schaffte diesen aber trotz eines Schussverhältnisses von 11:4 im letzten Drittel nicht mehr. Der EHC Linz errang somit den zweiten Titel der Vereinsgeschichte nach der Saison 2002/03.
| Finale: EHC Linz (1) – EC KAC (5)                              | Finale: EHC Linz (1) – EC KAC (5) | Finale: EHC Linz (1) – EC KAC (5)                                                                                           | Finale: EHC Linz (1) – EC KAC (5) |
| -------------------------------------------------------------- | --- | --- | --- |
| 22. März, 20:30 Uhr KeineSorgen EisArena 3.650 Zuschauer       | EHC Linz | 2:3 (0:0, 2:1, 0:2) | EC KAC |
| 22. März, 20:30 Uhr KeineSorgen EisArena 3.650 Zuschauer       | P. Lukas (25:13, Shorthanded, M. Mayr) R. Hisey (29:16, F. MacDonald) | Strafminuten: 6 bzw. 12 Torhüter: A. Westlund (Linz, 59:01, 33 Schüsse, 3 Tore) A. Chiodo (KAC, 60:00, 34 Schüsse, 2 Tore)  | T. Scofield (35:40, P. Schellander, M. Siklenka) J. Kirisits (45:51, Powerplay, J. Reichel, M. Geier) J. Kirisits (57:59, T. Koch, D. Kalt)                                        |
| 25. März, 17:45 Uhr Eissportzentrum Klagenfurt 5.200 Zuschauer | EC KAC | 2:3 (1:2, 0:0, 1:1) | EHC Linz |
| 25. März, 17:45 Uhr Eissportzentrum Klagenfurt 5.200 Zuschauer | T. Spurgeon (14:21, T. Scofield) D. Kalt (56:36, Powerplay, T. Koch, K. Furey) | Strafminuten: 4 bzw. 10 Torhüter: A. Chiodo (KAC, 58:42, 40 Schüsse, 3 Tore) A. Westlund (Linz, 60:00, 38 Schüsse, 2 Tore)  | B. Lebler (09:18, Powerplay, A. Veideman, R. Hisey) G. Baumgartner (17:36, F. MacDonald, P. Leahy) D. Irmen (47:26, R. Hisey, J. Keller)                                           |
| 27. März, 20:30 Uhr KeineSorgen EisArena 3.650 Zuschauer       | EHC Linz | 6:2 (1:0, 2:2, 3:0) | EC KAC |
| 27. März, 20:30 Uhr KeineSorgen EisArena 3.650 Zuschauer       | D. Oberkofler (00:36, B. Lebler, M. Mayr) R. Hisey (27:50, D. Irmen, F. MacDonald) M. Ouellette (37:10, F. MacDonald) J. Keller (42:28, R. Hisey, D. Irmen) D. Oberkofler (54:25, B. Lebler, M. Grabher-Meier) M. Grabher-Meier (59:43, D. Mitterdorfer) | Strafminuten: 10 bzw. 14 Torhüter: A. Westlund (Linz, 60:00, 23 Schüsse, 2 Tore) A. Chiodo (KAC, 59:17, 30 Schüsse, 6 Tore) | T. Scofield (30:35) J. Tenute (36:33, Powerplay) |
| 29. März, 20:30 Uhr Eissportzentrum Klagenfurt 5.200 Zuschauer | EC KAC | 1:4 (1:1, 0:2, 0:1) | EHC Linz |
| 29. März, 20:30 Uhr Eissportzentrum Klagenfurt 5.200 Zuschauer | T. Scofield (12:30, J. Tenute) | Strafminuten: 22 bzw. 20 Torhüter: A. Chiodo (KAC, 56:53, 40 Schüsse, 4 Tore) A. Westlund (Linz, 60:00, 30 Schüsse, 1 Tor)  | D. Irmen (05:18, J. Keller, R.Hisey) A. Veideman (34:07, D. Oberkofler, M. Grabher-Meier) J. Alavaara (39:41, Powerplay2, C. Murphy, R.Hisey) J. Keller (54:55, R.Hisey, D. Irmen) |
| 1. April, 17:45 Uhr KeineSorgen EisArena 3.650 Zuschauer       | EHC Linz | 3:1 (0:0, 2:1, 1:0) | EC KAC |
| 1. April, 17:45 Uhr KeineSorgen EisArena 3.650 Zuschauer       | M. Ouellette (23:17, Powerplay, C. Murphy, A. Westlund) J. Keller (28:34, R. Hisey) G. Baumgartner (59:58, Empty Net) | Strafminuten: 8 bzw. 10 Torhüter: A. Westlund (Linz, 60:00, 38 Schüsse, 1 Tor) A. Chiodo (KAC, 58:58, 29 Schüsse, 2 Tore)   | J. Kirisits (39:28) |

### Statistiken

#### Topscorer
| Rang | Spieler            | Team | GP | G | A  | PTS | PIM | +  | –  | +/- | PPG | PPA | SHG | SHA | GWG | SOG | SG%   |
| ---- | ------------------ | ---- | -- | - | -- | --- | --- | -- | -- | --- | --- | --- | --- | --- | --- | --- | ----- |
| 1    | Rob Hisey          | EHL  | 17 | 7 | 15 | 22  | 42  | 17 | 12 | +5  | 4   | 4   | 0   | 0   | 0   | 41  | 17.07 |
| 2    | Mike Ouellette     | EHL  | 17 | 5 | 13 | 18  | 10  | 19 | 10 | +9  | 2   | 2   | 0   | 0   | 1   | 48  | 10.42 |
| 3    | Justin Keller      | EHL  | 17 | 9 | 5  | 14  | 10  | 18 | 10 | +8  | 2   | 3   | 0   | 0   | 1   | 63  | 14.29 |
| 4    | Danny Irmen        | EHL  | 17 | 7 | 6  | 13  | 8   | 17 | 12 | +5  | 2   | 1   | 0   | 0   | 3   | 47  | 14.89 |
| 5    | Curtis Murphy      | EHL  | 17 | 2 | 11 | 13  | 8   | 18 | 9  | +9  | 0   | 5   | 0   | 0   | 1   | 44  | 4.55  |
| 6    | Gregor Baumgartner | EHL  | 17 | 9 | 3  | 12  | 6   | 16 | 10 | +6  | 3   | 1   | 0   | 0   | 1   | 55  | 16.36 |
| 7    | John Hughes        | OLL  | 11 | 4 | 8  | 12  | 34  | 8  | 13 | −5  | 2   | 3   | 0   | 0   | 2   | 49  | 8.16  |
| 8    | Raphael Herburger  | KAC  | 15 | 3 | 9  | 12  | 31  | 11 | 7  | +4  | 0   | 2   | 0   | 1   | 1   | 38  | 7.89  |
| 9    | Joey Tenute        | KAC  | 16 | 5 | 6  | 11  | 14  | 9  | 9  | 0   | 2   | 4   | 0   | 0   | 0   | 46  | 10.87 |
| 10   | Brian Lebler       | EHL  | 13 | 4 | 7  | 11  | 6   | 12 | 4  | +8  | 3   | 1   | 0   | 0   | 1   | 29  | 13.79 |

#### Beste Torhüter
| Spieler                 | Team | GP | GPI | MIP     | GA | GAA  | SOG | SVS | SVS%  | SO | W  | L | OTL | A | PIM |
| ----------------------- | ---- | -- | --- | ------- | -- | ---- | --- | --- | ----- | -- | -- | - | --- | - | --- |
| Alex Westlund           | EHL  | 17 | 17  | 1024:43 | 38 | 2.23 | 539 | 501 | 92.95 | 1  | 12 | 4 | 1   | 1 | 0   |
| Andy Chiodo             | KAC  | 16 | 16  | 954:55  | 41 | 2.58 | 576 | 535 | 92.88 | 1  | 9  | 7 | 0   | 1 | 18  |
| Robert Kristan          | MZA  | 8  | 8   | 476:58  | 20 | 2.52 | 248 | 228 | 91.94 | 1  | 4  | 4 | 0   | 1 | 6   |
| Adam Munro              | AVS  | 6  | 6   | 360:14  | 17 | 2.83 | 192 | 175 | 91.15 | 0  | 2  | 3 | 1   | 0 | 0   |
| Marty Turco             | RBS  | 6  | 6   | 360:55  | 19 | 3.16 | 214 | 195 | 91.12 | 0  | 2  | 3 | 1   | 0 | 0   |
| Jean-Philippe Lamoureux | OLL  | 5  | 5   | 238:10  | 14 | 3.53 | 154 | 140 | 90.91 | 0  | 3  | 2 | 0   | 0 | 25  |
| Matija Pintarič         | OLL  | 5  | 5   | 266:55  | 19 | 4.27 | 184 | 165 | 89.67 | 0  | 1  | 3 | 1   | 0 | 0   |
| Sebastian Stefaniszin   | VIC  | 7  | 7   | 396:45  | 21 | 3.18 | 197 | 176 | 89.34 | 0  | 3  | 3 | 1   | 0 | 2   |
| Marek Ciliak            | ZNO  | 4  | 4   | 240:00  | 18 | 4.50 | 140 | 122 | 87.14 | 0  | 0  | 4 | 0   | 0 | 0   |
| Matic Boh               | OLL  | 11 | 5   | 150:17  | 11 | 4.39 | 84  | 73  | 86.90 | 0  | 1  | 0 | 0   | 0 | 0   |

Feldspieler: GP = Spiele, G = Tore, A = Assists, PTS = Scorerpunkte, PIM = Strafminuten, PPG = Powerplaytore, PPA = Powerplay-Assists, SHG = Unterzahltore, SHA = Unterzahl-Assists, GWG = Gamewinning Goals, SOG = Schüsse aufs Tor, SG% = Schusseffizienz
Torhüter: GP = Spiele, GPI = Tatsächliche Einsätze, MIP = Spielminuten, GA = Gegentore, GAA = Gegentorschnitt, SOG = Schüsse aufs Tor, SVS = gehaltene Schüsse, SVS% = Fangquote, SO = Shutouts, W = Gewonnene Spiele, L = Niederlagen in regulärer Spielzeit, OTL = Niederlagen in Overtime/Penaltyschießen, A = Assists, PIM = Strafminuten, Fettschrift = Bestwert

## Kader des österreichischen Meisters
| Österreichischer Meister EHC Liwest Black Wings Linz | Torhüter: Alex Westlund, Lorenz Hirn Verteidiger: Daniel Mitterdorfer, Franklin MacDonald, Michael Mayr, Adrian Veideman, Jan-Axel Alavaara, Curtis Murphy, Fabian Scholz, Robert Lukas Angreifer: Brian Lebler, Danny Irmen, Justin Keller, Michael Lebler, Philipp Lukas, Rob Hisey, Mike Ouellette, Patrick Spannring, Pat Leahy, Daniel Oberkofler, Gregor Baumgartner, Martin Mairitsch, Marcel Wolf, Martin Grabher-Meier Cheftrainer: Rob Daum |

## Schiedsrichter
Bei der Ligasitzung im Mai 2011 wurde von den Clubs beschlossen, mit Lyle Seitz einen Profi-Schiedsrichter zu engagieren, der die heimischen Unparteiischen ausbilden und selbst Spiele leiten sollte.
In der folgenden Liste sind alle an der Saison 2011/12 beteiligten Schiedsrichter aufgeführt. In Klammer ist angegeben, ob der Schiedsrichter eine Lizenz der internationalen Eishockey-Föderation zum Leiten internationaler Begegnungen besitzt (IIHF).
| - Altersberger Roland - Berneker Thomas (IIHF) - Bogen Martin - Cervenak Pavel - Dremelj Igor (IIHF) - Erd Ulrich - Falkner Robert (IIHF) | - Fajdiga Ales (IIHF) - Fladenhofer Werner - Fussi Wolfgang (IIHF) - Gebei Peter (IIHF) - Graber Michael - Jelinek Christian - Kamsek Luka (IIHF) | - Kellner Roland - Kincses Gergely (IIHF) - Krcelic Vedran (IIHF) - Potocan Christian (IIHF) - Smetana Ladislav (IIHF) - Trilar Viktor (IIHF) - Veit Georg (IIHF) |

## Medien
Wie in der Vorsaison werden ausgewählte Spiele der Liga weiterhin von ServusTV im Rahmen der Sunday Hockey Night live übertragen. Zusätzlich übernimmt das Internet-Sportportal laola1.tv das Streaming einzelner Freitagsspiele im Internet. In Slowenien übertragen Sport TV Slovenia und SportKlub Slovenia einige Partien der beiden slowenischen Vertreter live, in Ungarn überträgt der Fernsehsender Sportklub Hungary ausgewählte Partien von Alba Volan. In Kroatien haben das öffentlich-rechtliche HRT und Sportklub Croatia die Rechte für Spiele mit Beteiligung von KHL Medveščak Zagreb und zeigen ausgewählte Partien live.
Die Partien der Kärntner Clubs werden auf Radio Kärnten live übertragen.

## Zuschauer
Wie in den letzten Jahren konnte die Liga auch in dieser Saison wieder einen neuen Zuschauerrekord verbuchen. Insgesamt strömten 1.148.595 Zuschauer zu den 308 Spielen, was einen Schnitt von 3.729 ergibt. Im Vergleich zum Vorjahr (1.098.846 Zuschauer in ebenfalls 308 Spielen, Schnitt: 3.568) konnte ein Zuwachs von fast 50.000 Zuschauern erzielt werden.
Hauptverantwortlich war einmal mehr der kroatische Club KHL Medveščak Zagreb, der allein bei den Freiluftspielen sieben Mal fünfzehntausend Zuschauer anzog. Einen starken Anstieg verzeichneten auch die Vienna Capitals, die von der erneuerten und vergrößerten Halle profitierten.
Dank dieser Ergebnisse belegte die Liga im europaweiten Ranking erneut den siebten Rang.
| Rang | Team                   | Zu Hause | Zu Hause  | Zu Hause     | Auswärts | Auswärts  | Auswärts     | Gesamt | Gesamt    | Gesamt       |
|      |                        | Spiele   | Zuschauer | Durchschnitt | Spiele   | Zuschauer | Durchschnitt | Spiele | Zuschauer | Durchschnitt |
| ---- | ---------------------- | -------- | --------- | ------------ | -------- | --------- | ------------ | ------ | --------- | ------------ |
| 1.   | KHL Medveščak Zagreb   | 30       | 255.372   | 8.512        | 29       | 91.103    | 3.141        | 59     | 346.475   | 5.872        |
| 2.   | EC KAC                 | 32       | 141.339   | 4.417        | 34       | 145.689   | 4.285        | 66     | 287.028   | 4.349        |
| 3.   | Vienna Capitals        | 27       | 137.580   | 5.096        | 28       | 92.442    | 3.302        | 55     | 230.022   | 4.182        |
| 4.   | EHC Linz               | 35       | 124.300   | 3.551        | 32       | 139.968   | 4.374        | 67     | 264.268   | 3.944        |
| 5.   | SAPA Féhérvar AV19     | 28       | 96.436    | 3.444        | 28       | 105.064   | 3.752        | 56     | 201.500   | 3.598        |
| 6.   | EC VSV                 | 24       | 82.136    | 3.422        | 24       | 90.301    | 3.763        | 48     | 172.437   | 3.592        |
| 7.   | HDD Olimpija Ljubljana | 30       | 90.200    | 3.007        | 31       | 116.420   | 3.755        | 61     | 206.620   | 3.387        |
| 8.   | EC Red Bull Salzburg   | 28       | 69.929    | 2.497        | 28       | 109.965   | 3.927        | 56     | 179.894   | 3.212        |
| 9.   | HC Orli Znojmo         | 26       | 63.310    | 2.435        | 26       | 86.869    | 3.341        | 52     | 150179    | 2.888        |
| 10.  | HK Jesenice            | 24       | 37.563    | 1.565        | 24       | 92.333    | 3.847        | 48     | 129.896   | 2.706        |
| 11.  | EC Graz 99ers          | 24       | 50.430    | 2.101        | 24       | 78.441    | 3.268        | 48     | 128.871   | 2.685        |